# Bundesstraße 71
Die Bundesstraße 71 (Abkürzung: B 71) ist eine 391 Kilometer lange Bundesstraße in Deutschland und damit eine der längsten der Kategorie der 60er und 70er Nummern. Sie beginnt im Süden Bremerhavens (Freie Hansestadt Bremen) und führt durch die Länder Niedersachsen und Sachsen-Anhalt, wo sie in der Landeshauptstadt Magdeburg endet.

## Verlauf
Die B 71 beginnt an der B 6 in Bremerhaven an der Unterweser und endet an der A 14 in Magdeburg. In ihrem Beginn ist sie eine der westöstlichen Querverbindungen des Elbe-Weser-Dreiecks und führt in leichtem Bogen über Bremervörde (48 km, kurz zusammen mit der B 74) und Zeven (71 km) über die Hansalinie A 1 (83 km) zur Kreisstadt Rotenburg (Wümme) (97 km). Hier kreuzt sie die B 75 und führt weiter an der Lüneburger Heide vorbei nach Soltau (133 km), wo sie die B 3 kreuzt. Weiter östlich geht es durch Heidelandschaft bis Uelzen (190 km), wo die Straße mit der B 4 wieder eine „große“ Bundesstraße kreuzt. Nun führt sie durch den Naturpark Wendland.Elbe und überschreitet bei Kilometer 222 die alte Staatsgrenze und jetzige Landesgrenze zwischen Niedersachsen und Sachsen-Anhalt.
In Salzwedel (233 km) lässt die B 71 das Wendland links liegen und biegt nach Südosten ab. In der Altmark geht es durch Dörfer und dünn besiedeltes Heidegebiet. In Gardelegen trifft sie auf die B 188. Nach Gardelegen wendet sich die Straße nach Süden, erwähnenswert ist hier die 30 km lange Strecke durch die Colbitz-Letzlinger Heide. Nach 335 km trifft die B 71 in Magdeburg ein, wo sie die A 14, die A 2 und die B 1 kreuzt, und durchquert die alte Domstadt autobahnähnlich in Nord-Süd-Richtung als Teil des Magdeburger Rings.
Bis Mitte 2009 führte sie noch 56 km weiter, als „Straße der Romanik“ durch das anhaltische Kernland und über Bernburg, bis sie bei Könnern, 26 km vor Halle wieder in die B 6 überging. Aufgrund der parallel führenden A 14 wurde sie, genau wie die B 6, auf diesem Teil zur Landesstraße umgewidmet. Somit war sie vor der Herabstufung, abgesehen von der B 498, die einzige Bundesstraße, welche an derselben Bundesstraße beginnt wie endet.
Am Ortsausgang Magdeburgs in Richtung Beyendorf steht mit der Preußischen Ganzmeilensäule Magdeburg eine Postmeilensäule aus dem 18. Jahrhundert.

## Geschichte

### Ursprung
Der im 18. Jahrhundert wegen seines Zustandes berüchtigte Landweg von Magdeburg über Halle nach Leipzig wurde zwischen 1788 und 1796 als erste Straße im heutigen Sachsen-Anhalt zur befestigten Kunststraße (Chaussee) ausgebaut und später als preußische Staatschaussee Nr. 65 bezeichnet.
Rund fünfzig Jahre später, um 1843, wurde auch die Straße von Magdeburg über Salzwedel nach Uelzen, die als preußische Staatschaussee Nr. 86 bezeichnet wurde, zur befestigten Kunststraße (Chaussee) ausgebaut.

### Frühere Strecken und Bezeichnungen
Die 1932 eingerichtete Fernverkehrsstraße 71 (FVS 71), ab 1934 Reichsstraße 71 (R 71) genannt, führte ursprünglich von der holländischen Grenze bei Leer über Oldenburg nach Bremen und Rotenburg (Rotenburg im Hannoverschen, wie es damals hieß). Ab hier wurde die Straße in der heute bestehenden Strecke fortgeführt.
Bis 1936 führte die damalige Reichsstraße 71 quer durch die Colbitz-Letzlinger Heide von Gardelegen nach Dolle.  Ab Dolle führte die R 71 über die Trasse der heutigen Bundesstraße 189 weiter nach Magdeburg. Die R71  wurde nach dem Bau der Schießbahn der Heeresversuchsanstalt Hillersleben während des Schießbetriebes zeitweilig und ab 1949 dann endgültig gesperrt. Danach führte die heutige Trasse über Letzlingen, Haldensleben nach Magdeburg, wo sie wieder auf die alte R71 traf.
2001 wurde die Ortsdurchfahrt Gardelegen durch eine nördliche Ortsumfahrung ersetzt, nachdem bereits 1996 die östliche Umfahrung im Zuge des Ausbaus der Schnellfahrstrecke Hannover–Berlin gebaut wurde.
In Beverstedt, 20 km südlich von Bremerhaven, entstand 2005 eine Umfahrung des Ortskernes auf fünf Kilometer Länge, die am 13. September 2005 freigegeben wurde.
Im Dezember 2006 wurde in Bremerhaven – Wulsdorf eine Südumfahrung eröffnet, welche die Lindenallee ersetzt.